# Das Geschick der Julia Tobaldi
Das Geschick der Julia Tobaldi ist ein deutsches Stummfilmdrama aus dem Jahre 1916 mit Erna Morena.

## Handlung
Julia Tobaldi ist die Tochter eines Holzschnitzers. Eines Tages verliebt sich der junge Maler Bertram Funk in die junge, hübsche Frau und bittet bei deren Vater um ihre Hand. Doch Julias Erzeuger lehnt Funks Antrag ab. Als beim anstehenden Pfingstfest Julia ausgewählt wird, die Rosen-Jungfrau zu geben, kann sie den dazugehörenden Eid nicht leisten, da sie bereits von Bertram ihrer Jungfräulichkeit beraubt wurde. Zu allem Überfluss wird der Maler auch noch kurz zuvor verhaftet, da er des Totschlags beschuldigt wird. Julia, geschwängert und nicht verheiratet, wird von der kleinbürgerlichen Gesellschaft als entehrt und geächtet angesehen und muss daher Vaterhaus und Heimatort verlassen. Die Hochschwangere bringt ihr Kind in einem Wöchnerinnenheim zur Welt. In dem älteren, reichen Fabrikanten Gottwald findet sie einen guten Ehemann, der sie mit Kind bei sich aufnimmt.
Jahre sind vergangen, und Bertram Funk, der zu Unrecht im Gefängnis saß, wird wieder in die Freiheit entlassen. Der wahre Täter wurde gefunden, und Bertram glaubt nun, dort anknüpfen zu können, wo er einst aufgehört hatte. Er besucht Julia in dem Hause Gottwald, muss aber feststellen, dass sich die junge Frau ihrem jetzigen Ehemann verpflichtet fühlt und ihm die Treue halten will. So weist Julia Bertram zurück. Dieser teilt ihr daraufhin mit, dass er nach Amerika auswandern werde. Nun schnappt sich Julia, während ihr Mann abwesend ist, ihr Kind und geht zu Funk. Dort wird sie nun doch ihrem angetrauten Gatten untreu. Doch nun meldet sich ihr Gewissen. Julia bricht abermals mit Bertram und kehrt zum Ehemann zurück. Voller Verzweiflung gesteht sie ihm in einem Abschiedsbrief ihr Fremdgehen, geht anschließend in den Garten und erschießt sich.

## Produktionsnotizen
Das Geschick der Julia Tobaldi, auch unter Das Schicksal der Julia Tobaldi geführt, entstand im Union-Film-Atelier in Berlin-Tempelhof. Der Film passierte im Juli 1916 die Zensur und wurde am 11. August 1916 uraufgeführt. Der Dreiakter nach einer Vorlage von Friedrich Hebbel besaß in seiner österreichischen Fassung eine Länge von rund 1500 Metern. In Österreich-Ungarn war die Erstaufführung für den 8. März 1917 vorgesehen.
Wer Regie führte, ist derzeit nicht bekannt. Für das Kleinkind Waldemar Pottier war dies die erste Filmrolle.

## Kritik
Paimann’s Filmlisten resümierte: „Stoff, Spiel und Photos ausgezeichnet. Szenerie sehr gut.“